# Chlorochaeta tangens
Chlorochaeta tangens là một loài bướm đêm trong họ Geometridae.